# Славеево (Добричская область)
Славеево (болг. Славеево) — село в Болгарии. Находится в Добричской области, входит в общину Добричка. Население составляет 202 человека.

## Политическая ситуация
В местном кметстве Славеево, в состав которого входит Славеево, должность кмета (старосты) исполняет Желязко Енчев Ганев (Болгарская социалистическая партия (БСП)) по результатам выборов правления кметства.
Кмет (мэр) общины Добричка — Петко Йорданов Петков (Болгарская социалистическая партия (БСП)) по результатам выборов в правление общины.